# タジュラ湾
タジュラ湾（タジュラわん、アラビア語:  خليج تدجورا）は、アデン湾の最西部、ジブチの南東に位置する湾。東西方向に伸びている湾であり、東側に開けている。湾に面した主要な都市としては、ジブチ市やタジュラがある。

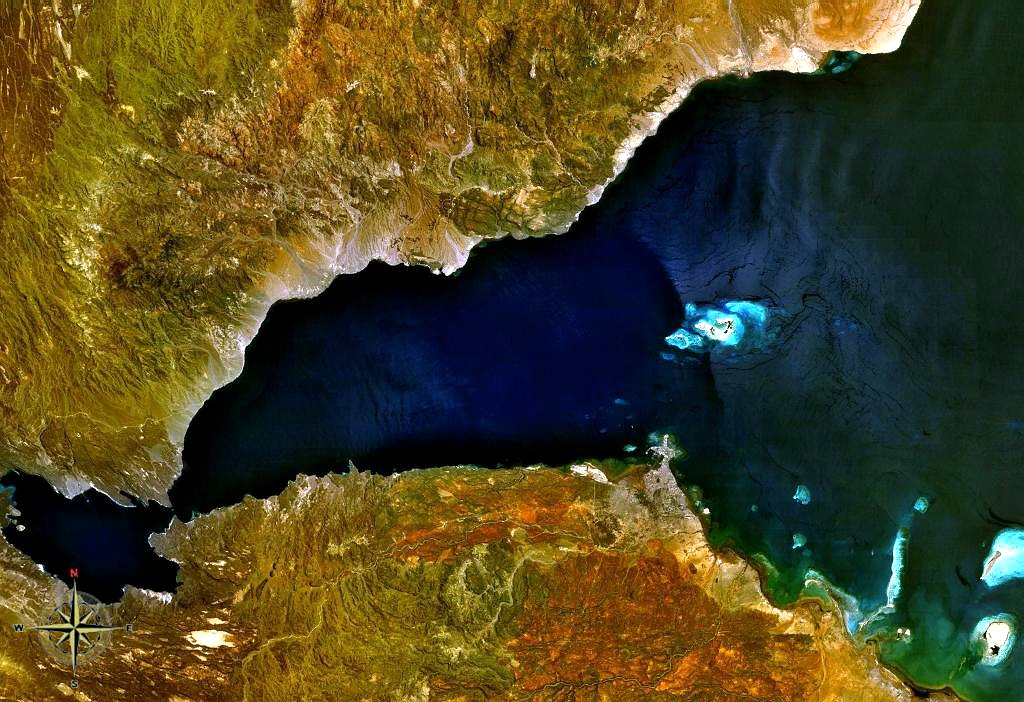
タジュラ湾